# Oreste (Alfieri)
Oreste è una tragedia mitologica in endecasillabi sciolti scritta da Vittorio Alfieri nel 1783 del cosiddetto “ciclo di Argo”.
La vicenda è la continuazione di Agamennone. Il tema riprende infatti il mito di Oreste che, tornato ad Argo, vuole vendicarsi della madre e del suo amante per l'omicidio del padre Agamennone.
La tragedia fu pensata ed abbozzata già dal 1776, durante un soggiorno pisano di Alfieri: la stesura in versi avvenne però l'anno successivo, mentre la verseggiatura definitiva nel 1783. La prima lettura fu data a Roma nel 1782, un anno prima della versione giunta fino a noi.
Nonostante il tema non fosse per nulla nuovo al pubblico, le compagnie teatrali fecero proprio il testo alfieriano, rappresentandolo con frequenza.
Alfieri non mette in scena il matricidio, ancora considerato divieto visivo.

## Trama
(Leopardi, Zibaldone (1823))
Il mitologico Oréstes, con la complicità della sorella Elettra e dell'amico Pilade, con furia cieca uccide Egisto, l'amante della madre, assassino del padre Agamennone. Ma nel furore della vendetta, Oreste uccide anche la madre.
I personaggi della tragedia sono gli stessi dell'Agamennone, ma il re ucciso è rimpiazzato dal figlio Oreste e dal suo fedele e inseparabile amico Pilade. Sono trascorsi dieci anni dall'assassinio di Agamennone; Egisto si è insediato sul trono di Argo; Clitennestra è stata incessantemente perseguitata dal ricordo del crimine commesso; Elettra vive nella speranza di vedere la vendetta scendere su Egisto; Oreste ha ormai un'età che gli consente la ricerca della vendetta.

### Atto I
La prima parte della tragedia è occupata da Clitennestra, che descrive le proprie sofferenze e il diminuito amore per Egisto, che ora si mescola al terrore. Si assiste poi ai rimproveri e ai lamenti di Elettra, e alle sue preghiere per il ritorno di Oreste. Infine si vedono i litigi e gli scambi di accuse tra Egisto e la colpevole regina.

### Atto II

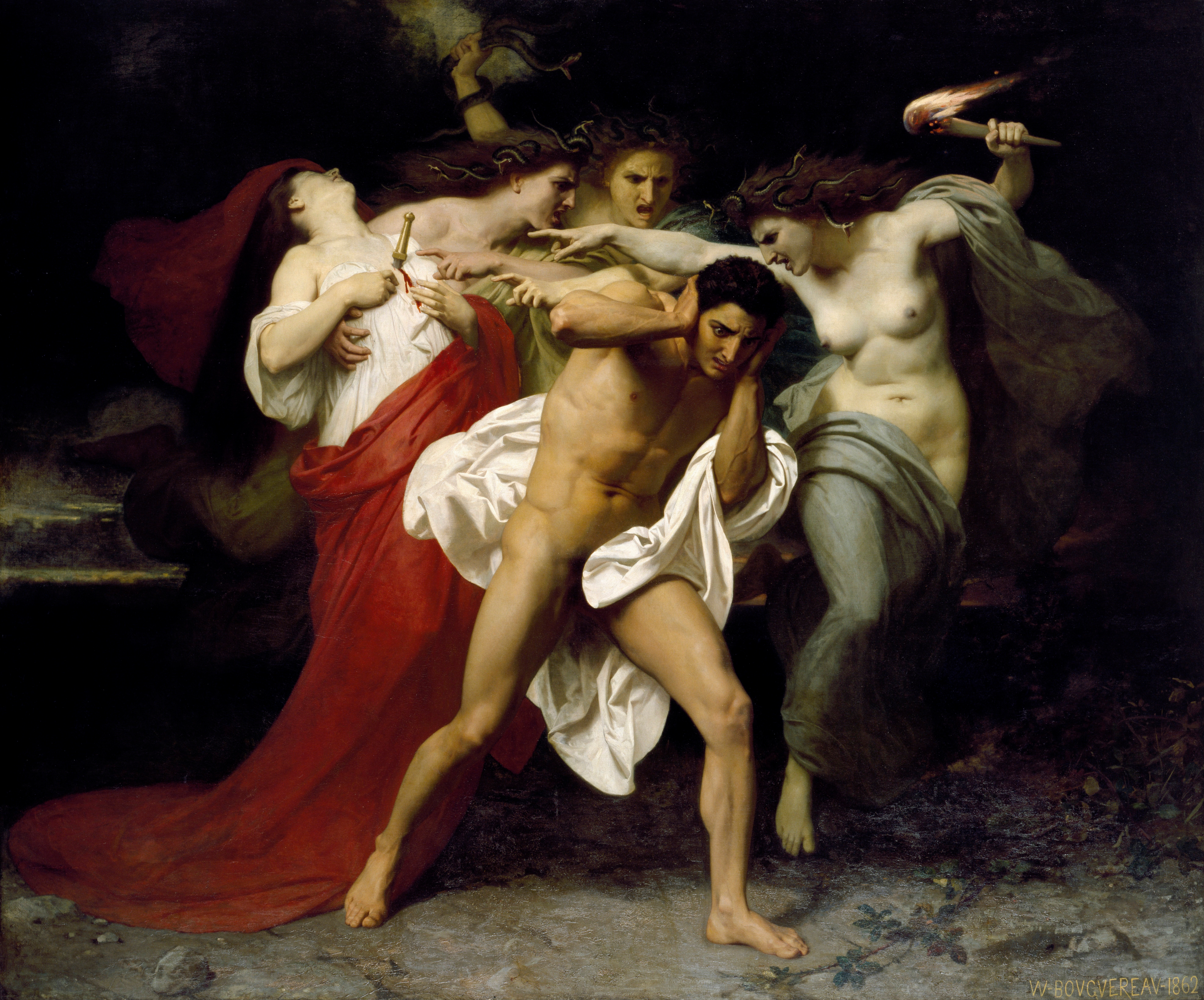
Oreste perseguitato dalle Erinni, dipinto di Bouguereau

Oreste e Pilade giungono alla reggia, intenzionati a mettere in atto la vendetta da lungo tempo attesa. Pilade riesce a stento a trattenere l'impetuosità dell'amico. Infine decidono di presentarsi ad Egisto in veste di messaggeri del re di Focida, Strofio, padre di Pilade, alla cui corte Oreste è cresciuto, mandati per annunciare l'accidentale morte di Oreste. Elettra li incontra mentre si recano alla tomba di Agamennone, e indica loro dove si trova. La vista di Elettra induce in Oreste un'emozione incontrollabile, e dopo una scena toccante i due si riconoscono.

### Atto III
Giunge Clitennestra, Oreste narra alla madre la storia della propria presunta morte e Pilade chiede di poter parlare al re per recargli la notizia. Clitennestra rimane sola e cade nella disperazione. Nell'intensa scena che segue, Clitennestra comunica ad Egisto la notizia che le è stata riferita.

### Atto IV
Pilade, ammesso alla presenza del re, fa un dettagliato racconto di come Oreste avrebbe trovato la morte a Creta in una corsa di carri. Egisto sembra credere al racconto, ma l'inquietudine di Oreste lo insospettisce; Pilade, per giustificarlo, dice che Oreste è Pilade, sopraffatto dall'emozione al ricordo della morte dell'amico. Questo però non basta ad Egisto, che ora non crede più ai due sedicenti messaggeri, e ordina che vengano arrestati e imprigionati.
Il contegno di Elettra però fa all'improvviso sospettare ad Egisto la verità. Quando i sospetti si tramutano in certezza, Egisto esulta al pensiero di avere finalmente nelle proprie mani l'odiato figlio di Agamennone, e giura che ucciderà prima Elettra, poi Pilade e infine Oreste.

### Atto V
La popolazione di Argo però si ribella, libera Pilade e Oreste e riconosce quest'ultimo come legittimo re, chiedendo la morte di Egisto. Il tiranno fugge, e Clitennestra, nonostante le suppliche di Elettra, non riesce a sottrarsi al proprio destino e si unisce a lui. Egisto viene catturato e ucciso da Oreste, che allo stesso tempo, involontariamente, accecato dalla furia, colpisce a morte anche la propria madre.
ORESTE: Lasciala; or forse al traditor marito ella arde il rogo.
PILADE: Più che compiuta hai la vendetta, or vieni; non cercar oltre...
ORESTE: Oh! che di' tu?...
ELETTRA: La madre ti ridomando, Pilade. - Oh, qual m'entra gel nelle vene!
PILADE: Il cielo...
ELETTRA: Ah! spenta forse...
ORESTE: Volte in se stessa infuriata ha l'armi?...
ELETTRA: Pilade; oimè!... tu non rispondi?
ORESTE: Narra;che fu?
PILADE: Trafitta...
ORESTE: E da qual mano?
PILADE: Ah! vieni...
ELETTRA: Tu la uccidesti.
ORESTE: Io parricida?...
PILADE: Il ferro vibrasti in lei, senza avvederten, cieco d'ira, correndo a Egisto incontro...
ORESTE: Oh quale orror mi prende! Io parricida? - Il brando, Pilade, dammi: io 'l vo'...
PILADE: Non fia.
ELETTRA: Fratello...
PILADE: Misero Oreste!»
(Oreste, Atto V Scena Ultima)
Il sipario cala sulla nera disperazione di Oreste, fuori di senno per il dolore.

## Edizioni
- Vittorio Alfieri, Tragedie, Sansoni, Firenze 1985
- Vittorio Alfieri, Oreste , a cura di Franco Lanza, G.B.Petrini, Torino 1960